# 김수관
김수관(金秀官, 1975년 8월 5일 ~ )은 전 KBO 리그 야구 선수의 내야수이다. 은퇴 후  울산공고를 거쳐 현재 포항제철고 야구부 감독으로 활동하고 있다.

## 출신학교
- 경북고등학교
- 한양대학교 (1994학번)